# Campeonato dos Estados Unidos de Ciclismo em Estrada
O Campeonato dos Estados Unidos de fundo em estrada é a corrida anual organizada para a outorgar o título de Campeão dos Estados Unidos. O ganhador tem direito a portar durante um ano, o maillot com as cores da bandeira dos Estados Unidos, em qualquer prova em Estrada.
Este campeonato disputa-se desde 1985 ininterruptamente. Tradicionalmente sempre se disputava durante uma corrida em Filadélfia (Pensilvânia). Essa competição (denominada International Championship) foi uma corrida aberta a corredores de qualquer nacionalidade, com o qual, o campeão dos Estados Unidos era o primeiro corredor estadounidense a chegar à meta.
A partir de 2006 o Campeonato de Estados Unidos, passou a ser como o resto de campeonatos nacionais, isto é, só para ciclistas do país e se disputa em Greenville (Carolina do Sul).

## Palmarés

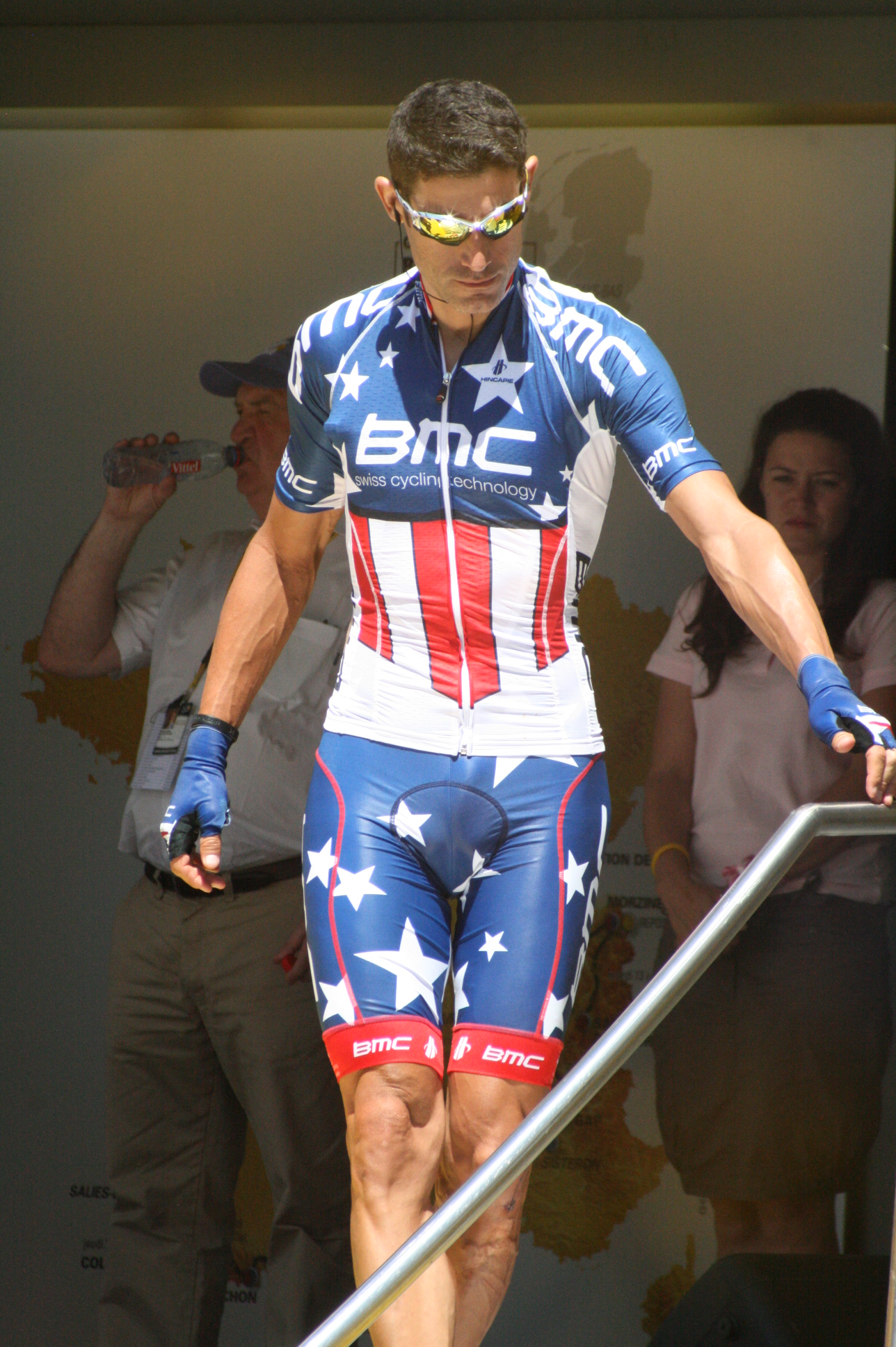
Hincapie com o maillot de campeão

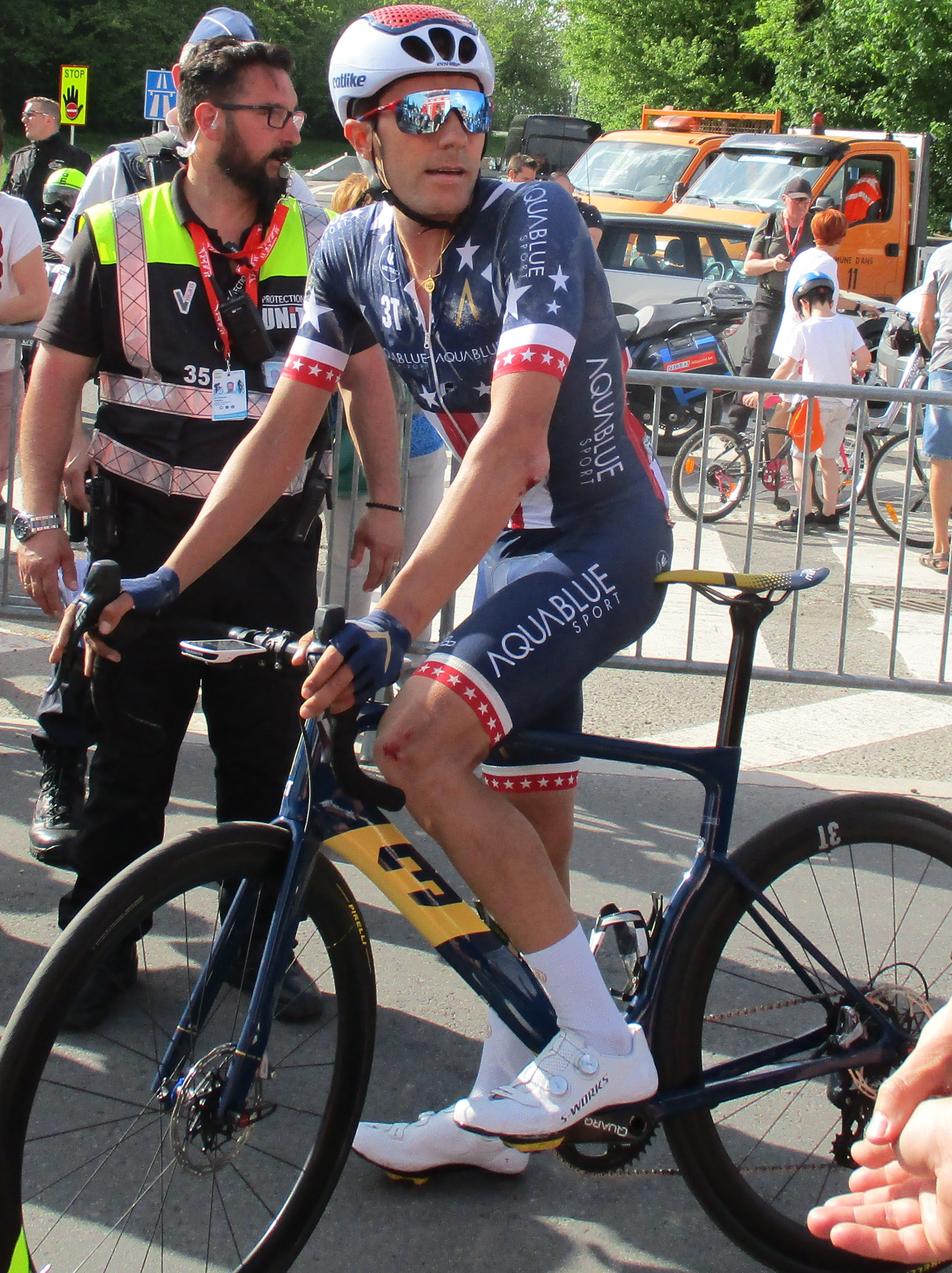
Larry Warbasse campeão em 2017

| Ano  | Campeão USA     | Segundo          | Terceiro           | Ganhador do International Championship |
| 1985 | Eric Heiden     | Tom Broznowski   | Tom Schuler        | Eric Heiden                            |
| 1986 | Thomas Prehn    | Douglas Shapiro  | Thurlow Rogers     | Thomas Prehn                           |
| 1987 | Tom Schuler     | Roy Knickman     | Gary Fornes        | Tom Schuler                            |
| 1988 | Ron Kiefel      | Douglas Shapiro  | Karl Maxon         | Robert Gaggioli                        |
| 1989 | Greg Oravetz    | Michael Engleman | Alexi Grewal       | Greg Oravetz                           |
| 1990 | Kurt Stockton   | Andy Bishop      | Kenny Adams        | Paolo Cimini                           |
| 1991 | Davis Phinney   | Kurt Stockton    | Greg Oravetz       | Michel Zanoli                          |
| 1992 | Bart Bowen      | Andy Bishop      | Jamie Paolinetti   | Bart Bowen                             |
| 1993 | Lance Armstrong | Scott McKinley   | Jamie Paolinetti   | Lance Armstrong                        |
| 1994 | Steve Hegg      | Scott Fortner    | Michael Engleman   | Sean Yates                             |
| 1995 | Norman Alvis    | Clark Sheehan    | Lance Armstrong    | Norman Alvis                           |
| 1996 | Eddy Gragus     | Fred Rodríguez   | Chris Horner       | Eddy Gragus                            |
| 1997 | Bart Bowen      | Frank McCormack  | Jonathan Vaughters | Massimiliano Lelli                     |
| 1998 | George Hincapie | Frank McCormack  | Mark McCormack     | George Hincapie                        |
| 1999 | Marty Jemison   | Fred Rodríguez   | Anton Villatoro    | Jakob Piil                             |
| 2000 | Fred Rodríguez  | George Hincapie  | John Lieswyn       | Henk Vogels                            |
| 2001 | Fred Rodríguez  | Trent Klasna     | George Hincapie    | Fred Rodríguez                         |
| 2002 | Chann McRae     | Danny Pate       | George Hincapie    | Mark Walters                           |
| 2003 | Mark McCormack  | Kevin Monahan    | David Clinger      | Stefano Zanini                         |
| 2004 | Fred Rodríguez  | Kirk O'Bee       | Russell Hamby      | Francisco José Ventoso                 |
| 2005 | Chris Wherry    | Danny Pate       | Chris Horner       | Chris Wherry                           |
| 2006 | George Hincapie | Levi Leipheimer  | Danny Pate         | -                                      |
| 2007 | Levi Leipheimer | George Hincapie  | Neil Shirley       | -                                      |
| 2008 | Tyler Hamilton  | Blake Caldwell   | Danny Pate         | -                                      |
| 2009 | George Hincapie | Andrew Bajadali  | Jeff Louder        | -                                      |
| 2010 | Benjamin King   | Alex Candelario  | Kiel Reijnen       | -                                      |
| 2011 | Matthew Busche  | George Hincapie  | Ted King           | -                                      |
| 2012 | Timothy Duggan  | Frank Pipp       | Kiel Reijnen       | -                                      |
| 2013 | Fred Rodríguez  | Brent Bookwalter | Kiel Reijnen       | -                                      |
| 2014 | Eric Marcotte   | Travis McCabe    | Alex Howes         | -                                      |
| 2015 | Matthew Busche  | Joe Dombrowski   | Kiel Reijnen       | -                                      |
| 2016 | Gregory Daniel  | Alex Howes       | Travis McCabe      | -                                      |
| 2017 | Larry Warbasse  | Neilson Powless  | Alexey Vermeulen   | -                                      |
| 2018 | Jonathan Brown  | Robin Carpenter  | Jacob Rathe        | -                                      |
| 2019 | Alex Howes      | Stephen Bassett  | Neilson Powless    | - -                                    |
| 2020 | Não celebrado   | Não celebrado    | Não celebrado      | Não celebrado                          |
| 2021 | Joey Rosskopf   | Brent Bookwalter | Kyle Murphy        | -                                      |

### Competições femininas

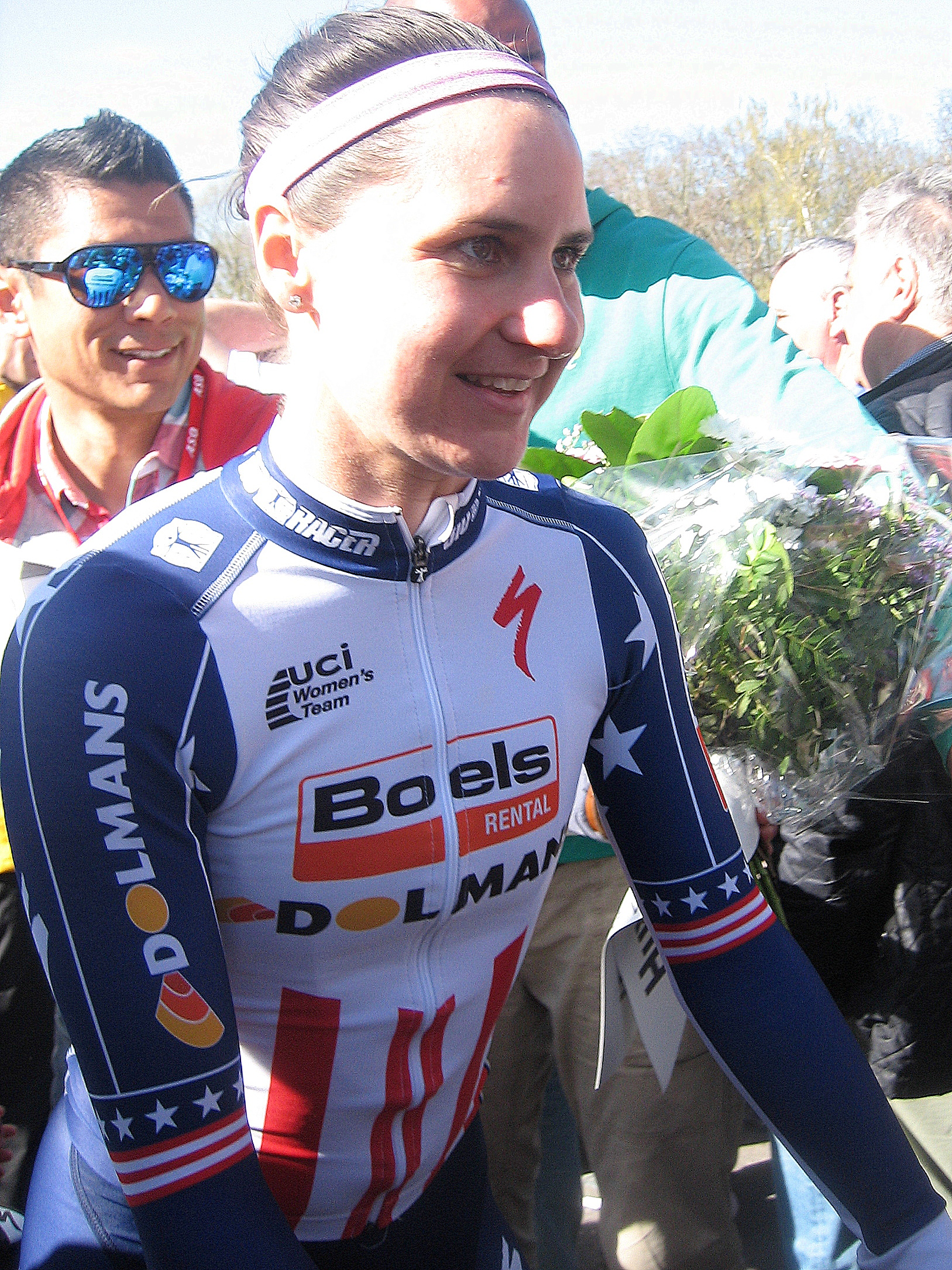
Guarnier com o maillot de campeã

| Ano       | Ganhadora                | Segunda             | Terceira               |
| --------- | ------------------------ | ------------------- | ---------------------- |
| 1953      | Nancy Neiman             |                     |                        |
| 1954      | Nancy Neiman             |                     |                        |
| 1955      | Não celebrado            | Não celebrado       | Não celebrado          |
| 1956      | Nancy Neiman             |                     |                        |
| 1957      | Nancy Neiman             |                     |                        |
| 1958-1965 | Não celebrado            | Não celebrado       | Não celebrado          |
| 1966      | Audrey McElmury          |                     |                        |
| 1967      | Nancy Burghart           |                     |                        |
| 1968      | Nancy Burghart           |                     |                        |
| 1969      | Nancy Burghart           | Donna Tobias        |                        |
| 1970      | Audrey McElmury          |                     |                        |
| 1971      | Mary-Jane Reoch          |                     |                        |
| 1972      | Debbie Bradley           |                     |                        |
| 1973      | Eileen Brennan           |                     |                        |
| 1974      | Jane Robinson            |                     |                        |
| 1975      | Linda Stein              | Mary Jane Miji      | Carole Brennan         |
| 1976      | Connie Carpenter-Phinney | Mary Jane Miji      | Susan Gurney           |
| 1977      | Connie Carpenter-Phinney | Jane Buyny          | Barbara Hintzen        |
| 1978      | Barbara Hintzen          |                     |                        |
| 1979      | Connie Carpenter-Phinney | Beth Heiden         | Mary Jane Miji         |
| 1980      | Beth Heiden              | Heid Hopkins        | Mary Jane Miji         |
| 1981      | Connie Carpenter-Phinney |                     |                        |
| 1982      | Sue Novara-Reber         |                     |                        |
| 1983      | Rebecca Twigg            | Janelle Parks       | Cindy Olavarri         |
| 1984      | Rebecca Daughton         |                     |                        |
| 1985      | Rebecca Daughton         |                     |                        |
| 1986      | Katrin Tobin             |                     |                        |
| 1987      | Janelle Parks            |                     |                        |
| 1988      | Inga Thompson            |                     |                        |
| 1989      | Juliana Furtado          |                     |                        |
| 1990      | Ruthie Matthes           | Marion Clignet      | Karen Livingston-Bliss |
| 1991      | Inga Thompson            | Maureen Manley      | Ruthie Matthes         |
| 1992      | Jeanne Golay             | Inga Thompson       | Linda Brenneman        |
| 1993      | Inga Thompson            | Karen Kurreck       | Alison Dunlap          |
| 1994      | Jeanne Golay             | Dede Demet-Barry    | Carmen Richardson      |
| 1995      | Jeanne Golay             | Laura Charameda     | Julie Young            |
| 1996      | Dede Demet-Barry         | Heather Albert      | Alison Dunlap          |
| 1997      | Louisa Jenkins           | Mari Holden         | Dede Demet-Barry       |
| 1998      | Pamela Schuster          | Kendra Wenzel       | Dede Demet-Barry       |
| 1999      | Mari Holden              | Julie Young         | Kendra Wenzel          |
| 2000      | Nicole Freedman          | Pamela Schuster     | Mina Pizzini           |
| 2001      | Kimberly Baldwin         | Amber Neben         | Suzanne Sonye          |
| 2002      | Jessica Phillips         | Amber Neben         | Tina Mayolo-Pic        |
| 2003      | Amber Neben              | Kristin Armstrong   | Kimberly Baldwin       |
| 2004      | Kristin Armstrong        | Christine Thornburn | Tina Mayolo-Pic        |
| 2005      | Katheryn Curi-Mattis     | Lynn Gaggioli       | Tina Mayolo-Pic        |
| 2006      | Kristin Armstrong        | Christine Thornburn | Amber Neben            |
| 2007      | Mara Abbott              | Kristin Armstrong   | Amber Neben            |
| 2008      | Brooke Miller            | Tina Mayolo-Pic     | Katharine Carroll      |
| 2009      | Meredith Miller          | Christina Ruiter    | Kristen Lasasso        |
| 2010      | Mara Abbott              | Shelley Evans       | Carmen Small           |
| 2011      | Robin Farina             | Andrea Dvorak       | Amanda Miller          |
| 2012      | Megan Guarnier           | Lauren Hall         | Carmen Small           |
| 2013      | Jade Wilcoxson           | Lauren Hall         | Alison Powers          |
| 2014      | Alison Powers            | Megan Guarnier      | Evelyn Stevens         |
| 2015      | Megan Guarnier           | Coryn Rivera        | Tayler Wiles           |
| 2016      | Megan Guarnier           | Coryn Rivera        | Mandy Heintz           |
| 2017      | Amber Neben              | Coryn Rivera        | Ruth Winder            |
| 2018      | Coryn Rivera             | Megan Guarnier      | Emma White             |
| 2019      | Ruth Winder              | Coryn Rivera        | Emma White             |
| 2020      | Não celebrado            | Não celebrado       | Não celebrado          |
| 2021      | Lauren Stephens          | Coryn Rivera        | Veronica Ewers         |

## Estatísticas

### Mais vitórias
| Ciclista        | Vitórias | Anos                    |
| --------------- | -------- | ----------------------- |
| Fred Rodríguez  | 4        | 2000, 2001, 2004 e 2013 |
| George Hincapie | 3        | 1998, 2006 e 2009       |
| Bart Bowen      | 2        | 1992 e 1997             |
| Matthew Busche  | 2        | 2011 e 2015             |

| Ciclista                 | Vitórias | Anos                    |
| ------------------------ | -------- | ----------------------- |
| Nancy Neiman             | 4        | 1953, 1954, 1956 e 1957 |
| Connie Carpenter-Phinney | 4        | 1976, 1977, 1979 e 1981 |
| Nancy Burghart           | 3        | 1967, 1968 e 1969       |
| Inga Thompson            | 3        | 1988, 1991 e 1993       |
| Jeanne Golay             | 3        | 1992, 1994 e 1995       |
| Megan Guarnier           | 3        | 2012, 2015 e 2016       |
| Audrey McElmury          | 2        | 1966 e 1970             |
| Rebecca Daughton         | 2        | 1984 e 1985             |
| Kristin Armstrong        | 2        | 2004 e 2006             |
| Mara Abbott              | 2        | 2007 e 2008             |